# 김기진
김기진(金基鎭, 1903년 음력 6월 29일 ~ 1985년 5월 8일)은 대한민국의 문학평론가이며, 시인이자 소설가이기도 함과 동시에 일제강점기의 친일파이다.
호가 팔봉(八峰)이라 김팔봉(金八峰)으로도 불리었던 그는 조각가 김복진(金復鎭)의 아우이다. 본관은 (신)안동(安東)이다.

## 생애

### 출생과 젊은 시절
1903년 충청북도 청원군 출생이며, 본관은 안동이다. 조선 프롤레타리아 예술가 동맹(KAPF)의 실질적 지도자로 활동했다.
배재고등보통학교를 졸업한 뒤 일본에 유학하여 릿쿄 대학 영문학부에서 수학했다. 대학을 중퇴하고 귀국하여 《매일신보》, 《시대일보》, 《중외일보》 등에서 기자로 근무했다.
일본 유학 중에 박승희, 이서구와 함께 토월회를 조직하여 활동한 것을 시작으로 문예운동에 뛰어들었다.

### 일제 강점기 활동
1923년에는 배재고보 동창인 박영희 등과 함께 파스큘라를 조직했고, 파스큘라가 1925년 카프로 발전하면서 박영희와 더불어 카프의 지도자 역할을 하였다. 《백조》 동인으로 시 〈애련모사〉(1923)를 발표하며 등단하여 파스큘라와 카프 활동을 이론적으로 뒷받침하는 경향파 시와 소설, 수필 등을 활발히 창작했다.
이 시기의 대표 평론으로는〈클라르테 운동의 세계화〉(1923), 〈지배계급 교화, 피지배계급 교화〉(1924), 〈문예사상과 사회사상〉(1927), 〈프로문예의 대중화 문제〉(1929)이 있고 정치에 문학이 종속되는 전형적인 참여문학적 경향을 보였으나, 차츰 문학의 형식성도 중요시하는 방향으로 성향이 변화되어 형식의 중요성을 낮게 보는 박영희와 논쟁을 벌이기도 했다. 이러한 관점의 연장에서 대중에게 다가갈 수 있는 "맑스주의 통속소설"의 필요성을 주창하기도 했으며, 후에 투철한 경향성을 내세운 카프 소장파 김두용, 임화 등에 의해 비판받았다.
소설로는〈붉은 쥐〉(1924), 〈젊은 이상주의자의 사(死)〉(1925) 등이 잘 알려져 있다.
일제강점기 말기에는 친일 행적을 보였다. 1938년 시국대응전선사상보국연맹에 결성위원으로 참석했고, 1944년 열린 제 3회 대동아문학자대회에 참가했다. 조선문인부국회와 조선언론보국회에도 가담하여 박영희와 함께 카프의 지도자에서 친일 문학계의 중추로 변신했다. 1940년부터 1945년까지 《매일신보》, 《조광》, 《신시대》를 통해 친일 저작물도 발표했다.시 〈님의 부르심을 받들고〉(1943) 등 총 친일 작품 수는 17편으로 적극적으로 친일 창작 활동을 하였다. 2002년 발표된 친일파 708인 명단, 친일 문학인 42인 명단과 2008년 발표된 민족문제연구소의 친일인명사전 수록예정자 명단 문학 부문에 모두 들어 있으며 친일반민족행위진상규명위원회가 발표한 친일반민족행위 705인 명단에도 포함되었다.

### 대한민국
광복 후에는 출판사인 애지사를 설립해 경영하다가 한국 전쟁 때 서울이 조선인민군에 점령되자 체포되어 인민재판에 회부된 뒤 즉석에서 사형 판결을 받아 죽을 고비를 넘겼다. 타살형이 집행되었음에도 기적적으로 살아남은 김기진은 대한민국 육군의 종군작가단 부단장으로 참전하였고, 금성화랑무공훈장을 수상하며 대표적인 반공주의 문인으로 활동했다. 5·16 군사정변 직후 관제 조직인 재건국민운동본부 중앙회장을 지내기도 했다.《경향신문》 주필을 거쳤고, 국제펜클럽 한국본부와 한국문인협회 등에서 고문을 지냈다.
1936년 《청년 김옥균》을 발표한 이래 점차 역사소설에 관심을 보였는데, 광복 후에는 《통일천하》(1954~1955), 《군웅》(1955~1956), 《초한지》(1984) 등 역사소설을 많이 발표했다. 1978년 대한민국예술원 회원이 되었고, 사망 후 1989년 문학과지성사에서 전7권의 《김팔봉문학전집》이 발간되었다.

## 가족 관계
- 형: 김복진(金復鎭, 1901년 5월 20일 - 1940년 8월 18일, 연극배우, 조각가, 미술평론가, 문예이론가, 사회운동가.)
- 형수: 허하백(許河伯, 1909년 - ?, 교육자, 정치가. 前 전국부녀총동맹 제2부총재.)
- 딸: 김복희(金福姬, 1928년 3월 31일 - , 소프라노 성악가. 개신교 신자. 前 이화여자대학교 교수.)

## 같이 보기
| - 민족문제연구소의 친일인명사전 수록자 명단 - 문화/예술 - 토월회 - 김복진 - 허하백 - 파스큘라 - 조선프롤레타리아예술가동맹 - 김소월 - 김영랑 - 김유정 - 나혜석 - 박인덕 - 이상백 - 이상정 - 이광수 - 주요섭 - 주요한 | - 김영팔 - 김명순 - 노천명 - 박용대 - 박영희 - 이육사 - 이윤재 - 이희승 - 이호 - 이익상 - 이상화 - 이상 - 안석주 - 송영 - 허정숙 | - 김복희 - 김동인 - 박종화 - 조경희 - 안창호 - 윤치호 - 장면 - 현제명 - 홍난파 - 최남선 |

## 참고자료
- 권영민 (2004년 2월 25일). 《한국현대문학대사전》. 서울: 서울대학교출판부. 75~79쪽쪽. ISBN 89-521-0461-7.
- 반민족문제연구소 (1995년 7월 1일). 〈김기진 : 황국 문학의 품으로 투항한 계급 문학의 전사 (김철)〉. 《친일파 99인 (3)》. 서울: 돌베개. ISBN 89-7199-013-9.
- 강옥희,이영미,이순진,이승희 (2006년 12월 15일). 《식민지시대 대중예술인 사전》. 서울: 소도. 28~30쪽쪽. ISBN 978-89-90626-26-4.